# Huracán Harvey
El Huracán Harvey ocurrido en agosto de 2017, es considerado como el huracán más fuerte y con más daños materiales que ha tocado tierra en Texas, Estados Unidos, como un huracán mayor. Ha sido la primera tormenta de tal intensidad en golpear los Estados Unidos desde el huracán Wilma de la temporada de 2005 y la primera en llegar al estado desde el huracán Bret de la temporada de 1999. También es el primer fenómeno meteorológico de este tipo que llega a Estados Unidos con una intensidad de categoría 4 desde el huracán Charley en 2004. Es el primer huracán que golpea el estado de Texas desde Ike en 2008. También es el huracán más fuerte en el golfo de México desde el huracán Rita en 2005.
Es la octava tormenta nombrada, el tercer huracán y el primero mayor de la temporada de huracanes del Atlántico de 2017. Harvey se desarrolló a partir de una onda tropical al este de las Antillas Menores el 17 de agosto. La tormenta cruzó a través de las islas de Barlovento al día siguiente, a Barbados y más tarde cerca de San Vicente y las Granadinas.
Al entrar en el mar Caribe, Harvey empezó a debilitarse debido a la cizalladura moderada del viento y degeneró en una onda tropical al norte de Colombia a principios del 19 de agosto. Los remanentes fueron monitoreados para su regeneración mientras continuaban hacia el oeste y noroeste a través del Caribe y la península de Yucatán, volviendo a desarrollarse en la bahía de Campeche el 23 de agosto. Harvey entonces comenzó a intensificarse rápidamente el 24 de agosto, recuperando el estatus de tormenta tropical y convirtiéndose en un huracán más tarde ese día. La fase de intensificación de Harvey se estancó ligeramente durante la noche del 24 al 25 de agosto. Sin embargo, Harvey pronto reanudó el fortalecimiento y se convirtió en un huracán de categoría 4 a finales del 25 de agosto del 2017. Horas más tarde, Harvey llegó a Rockport, Texas.

## Historia meteorológica

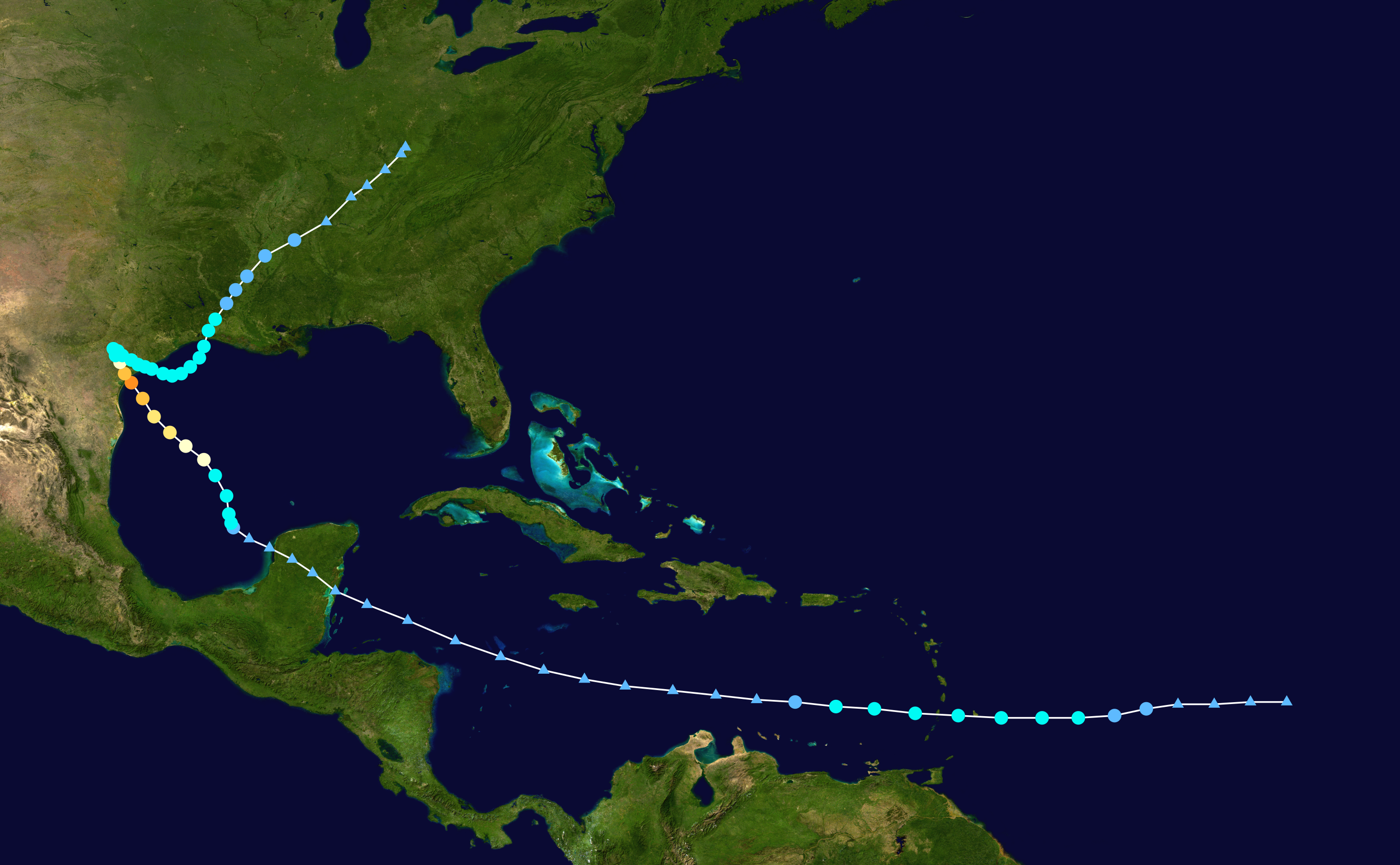
Trayectoria del huracán Harvey

### Primera etapa
El 13 de agosto, el Centro Nacional de Huracanes (NHC) comenzó a supervisar una onda tropical en la costa occidental de África. En medio de condiciones ambientales favorables, se esperaba que la onda se fusionara con una amplia zona de baja presión al suroeste de Cabo Verde y se organizara gradualmente a partir de entonces.
En cambio, las dos perturbaciones permanecieron separadas y un amplio canal de baja presión continuó hacia el oeste. El 17 de agosto, la lluvia y las tormentas en asociación con el disturbio comenzaron a mostrar signos de organización, mientras que el satélite de alta resolución mostró una circulación de bajo nivel cada vez más definida, tras lo cual el Centro Nacional de Huracanes inició avisos sobre un potencial ciclón tropical, permitiendo que se convirtiera en una tormenta tropical y las advertencias sean izada para porciones de las Antillas Menores. Un avión de cazahuracanes que se desplegó a la perturbación más tarde esa tarde encontró un centro algo definido y los vientos de la tormenta tropical, lo que actualizó al Centro Nacional de Huracanes que la tormenta llevó el nombre de Harvey.
Después de la designación, el ciclón se movió rápidamente hacia el oeste en el mar Caribe bajo la influencia de una expansiva de alta presión hacia el norte. Un ambiente de cizalladura moderada del viento complicó el pronóstico de intensidad de la tormenta, con pronóstico global sugiriendo disipación en el Caribe central, mientras que los estadísticos, sugirieron el potencial de Harvey para estar cerca de la potencia de un huracán en días posteriores. Al día siguiente, la tormenta cambió poco en estructura, permaneciendo mal organizada con su centro de bajo nivel en el borde oriental de la convección profunda asociada. La presentación de Harvey comenzó a deteriorarse temprano el 19 de agosto; Su convectivo se alargó mientras que la circulación se hizo menos definida. De hecho, un avión de cazahuracanes no pudo encontrar una circulacióncerrada en 850 mb (4,781 pies), aunque localizó uno en niveles más bajos. Harvey fue degradado a una depresión tropical a las 21:00 UTC del 19 de agosto.

### Segunda etapa
El 20 de agosto, el Centro Nacional de Huracanes comenzó a monitorear los restos de Harvey para su regeneración. Aunque se esperaba que los efectos de fuertes vientos de alto nivel y aire seco limitaran el desarrollo en el corto plazo, se esperaba que las condiciones fueran más propicias cuando la perturbación entrara en el noroeste del mar Caribe y especialmente en la bahía de Campeche. A pesar de un aumento en la organización convectiva, la perturbación todavía carecía de un centro definido al acercarse a la península de Yucatán. Mientras atravesaban el interior, las imágenes satelitales y las observaciones superficiales indicaban que la circulación se definía algo en regenerarse. Un avión de cazahuracanes investigaron los restos de Harvey alrededor de las 15:00 UTC del 23 de agosto indicó que una vez más adquirió un centro definido, y el Centro Nacional de Huracanes actualizó como que Harvey se regenera como una depresión tropical en consecuencia.
El sistema comenzó a desarrollarse lentamente en medio de un ambiente cada vez más favorable, alcanzando la intensidad de tormenta tropical a las 06:00 UTC del 24 de agosto. Más tarde, Harvey comenzó a intensificar rápidamente un ojo y su presión barométrica cayó rápidamente con la estimación de 986 mbar (hPa 29.11 inHg). A las 17:00 UTC, la tormenta se convierte como el tercer huracán de la temporada. Un ligero de arrastre de aire seco retardó el proceso de intensificación, sin embargo al día siguiente Harvey fue capaz de fortalecerse rápidamente en un huracán mayor a las 19:00 UTC. La noche del 29 de agosto, Harvey llegó rápidamente como un huracán categoría 4 y amenaza con tocar a tierra al oeste de Texas.

## Preparaciones

### Impacto

#### Caribe oriental
| Rank | Huracán | Año  | Daños totales  |
| ---- | ------- | ---- | -------------- |
| 1    | Katrina | 2005 | $125 billones  |
| 1    | Harvey  | 2017 | $125 billones  |
| 3    | Ian     | 2022 | $112 billones  |
| 4    | Maria   | 2017 | $90 billones   |
| 5    | Helene  | 2024 | $78.7 billones |
| 6    | Ida     | 2021 | $75 billones   |
| 7    | Sandy   | 2012 | $65 billones   |
| 8    | Irma    | 2017 | $52.1 billones |
| 9    | Milton  | 2024 | $34.3 billones |
| 10   | Ike     | 2008 | $30 billones   |

Las advertencias de ciclones tropicales y los relojes para las islas de Barlovento se emitieron a partir de las 15:00 UTC del 17 de agosto, aproximadamente seis horas antes de que Harvey se desarrollara. En ese momento, se registró un reloj de tormenta tropical para Dominica, mientras que una advertencia de tormenta tropical se hizo efectiva en Barbados, Martinica, Santa Lucía y San Vicente y las Granadinas. Todos los relojes y advertencias fueron interrumpidos a finales del 18 de agosto, cuando la tormenta continuó hacia el oeste en el Caribe.
Los vientos dejaron a los residentes en Barbados sin electricidad, y la mayoría de las interrupciones ocurrieron en las parroquias de Christ Church, Saint Joseph, Saint Lucy y Saint Michael. Las inundaciones lavaron una casa de su fundación, mientras que el agua entró en algunas casas, obligando a algunas personas a evacuar. Puentes en Saint Andrew y Saint Joseph fueron dañados. Además, un depósito de combustible en Speightstown fue inundado. En San Vicente y las Granadinas, nueve hogares fueron inundados y otros cuatro sufrieron daños por el viento. Además, un árbol cayó en una escuela, dañando el edificio. Los drenes bloqueados en Port Elizabeth causaron la inundación de más de 15 empresas. Un total de 15 personas fueron alojadas en refugios después de la tormenta.
Fuertes vientos y lluvias también afectaron Surinam y Guyana. En el primero, los fuertes vientos en la ciudad capital de Paramaribo causaron daños en el techo del palacio presidencial y dos casas, mientras que el Hotel y Casino Torarica sufrió un impacto estructural. Adicionalmente, cuatro viviendas fueron derrumbadas en Commewijne y otros tres perdieron sus techos en Wanica; En este último, el edificio del Ministerio de Asuntos Sociales resultó dañado por la caída de árboles.
En Guyana, la aldea de Jawalla soportó el peso de la tormenta. Cuatro casas fueron demolidas, mientras que otras cinco residencias y dos tiendas fueron dañadas. Varios edificios públicos también resultaron dañados, incluyendo el centro comunitario, los edificios del ayuntamiento, el vivero y las escuelas públicas. Una mujer de 29 años murió después de que su casa se derrumbó sobre ella.

#### Estados Unidos
El presidente Donald Trump permaneció en contacto con el gobernador de Texas, Greg Abbott, y el gobernador de Luisiana, John Bel Edwards, y recibió un informe de la Secretario de Seguridad Nacional de los Estados Unidos de Elaine Duke, Asesor de Seguridad Interior Tom Bossert, del Jefe de Gabinete de la Casa Blanca John F. Kelly y Federal Emergency Management Agency Brock Long. FEMA trabajó con la Guardia Costera, Aduanas y Protección Fronteriza, y la Agencia de Inmigración y Aduanas para prepararse para la tormenta y sus secuelas. La agencia colocó equipos de respuesta a desastres en espera en los puestos de emergencia en Austin, Texas, y Baton Rouge, Luisiana.

#### Texas
Cuando el Centro Nacional de Huracanes reanudó los avisos para Harvey a las 15:00 UTC del 23 de agosto, se emitió una advertencia de huracán en Texas desde Port Mansfield hasta el paso de San Luis, mientras que la tormenta tropical fue colocado desde Port Mansfield al sur hasta la desembocadura del río Grande y desde el paso de San Luis hasta High Island. Además, un mar de alto oleaje de la tormenta vino en efecto de Port Mansfield a High Island.
El gobernador de Texas Greg Abbott declaró el estado de emergencia para 30 condados el 23 de agosto, mientras que las evacuaciones obligatorias fueron emitidas para los condados de Brazoria, Calhoun, Jackson, Refugio, San Patricio y Victoria, así como partes del condado de Matagorda.
Las inundaciones en Houston, resultado de días de lluvias intensas, eran las más serias en la historia de la ciudad. Hubo inundaciones en todas las pequeñas ciudades entre Houston y la frontera de Luisiana.

#### Luisiana
En Luisiana, el gobernador Edwards declaró un estado de emergencia para todo el estado. Se ordenó una evacuación obligatoria en la parroquia de Cameron para las ciudades de Big Lake, Cameron, Creole, Gran Chenier, Hackberry, Holly Beach y Johnson Bayou. Además, se ordenó una evacuación voluntaria en la parroquia Vermilion para áreas bajas al sur de la carretera estatal 14. La Guardia Nacional de Luisiana preparó cerca de 500 000 sacos de arena y barcos de emergencia y vehículos de rescate de agua fueron puestos en espera si ocurrieran inundaciones. En Nueva Orleans, existía la preocupación sobre si el sistema de drenaje de la ciudad podía o no manejar un evento de lluvias fuertes, con solo 105 de las 120 bombas de agua en operación y algunas turbinas de energía estaban fuera de servicio.

## Récords
Harvey es considerado como uno de los huracanes más fuertes de la temporada al tocar tierra a Texas como huracán categoría 4, que sería la primera tormenta de tal intensidad para golpear a los Estados Unidos desde el huracán Wilma de la temporada de 2005 y la primera en llegar al estado como el huracán Bret de la temporada de 1999.

## Retiro del nombre
El 11 de abril de 2018, el nombre de Harvey fue retirado por la Organización Meteorológica Mundial (OMM) y nunca será usado para la temporada de huracanes del Atlántico debido a numerosos daños totales que dejó en Texas. Fue sustituido el nombre de Harold para la temporada de 2023.

## Galería

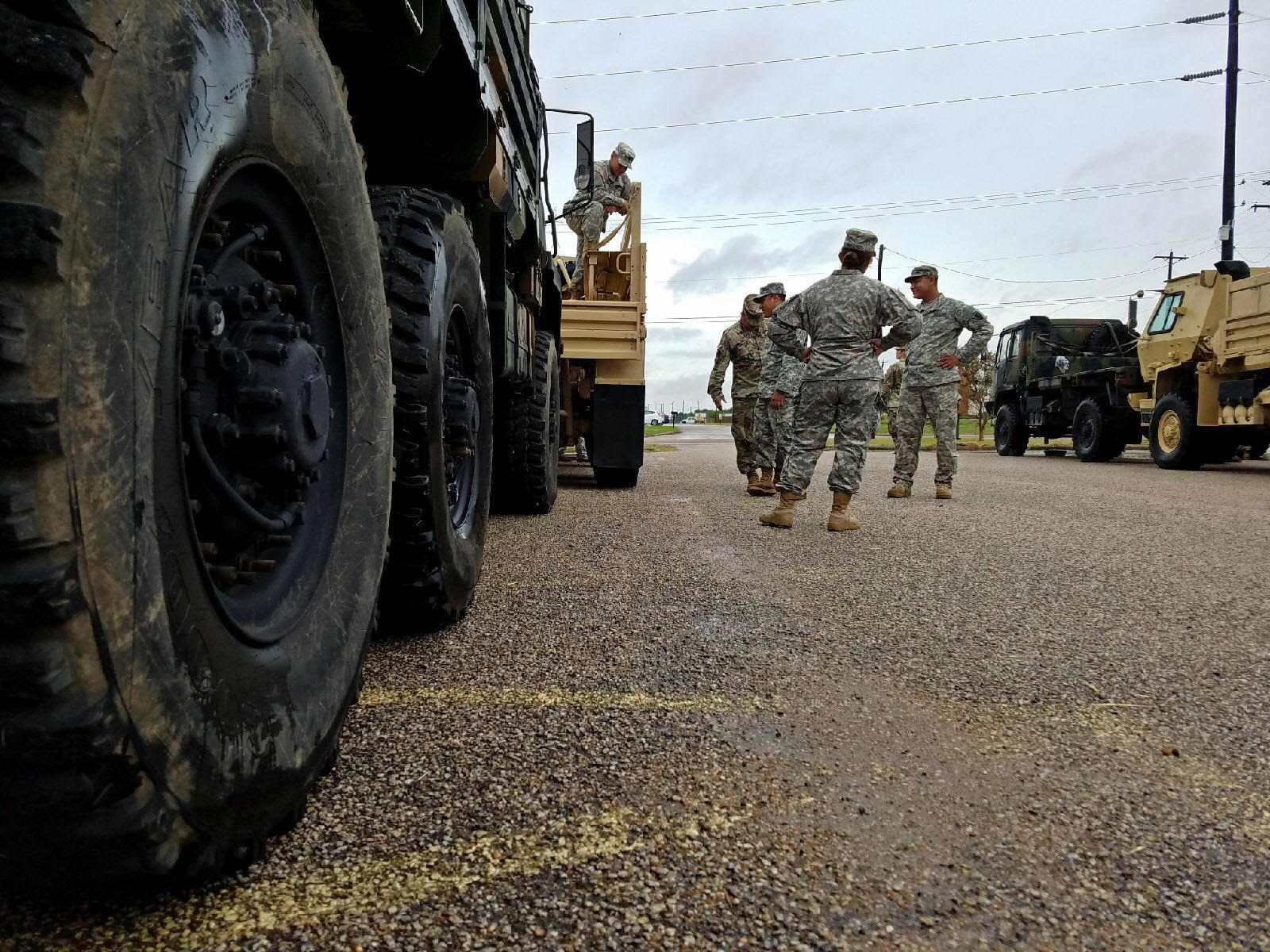
Soldados de la Guardia Nacional de Texas preparan vehículos para la respuesta de emergencia antes del huracán Harvey el 25 de agosto del 2017.
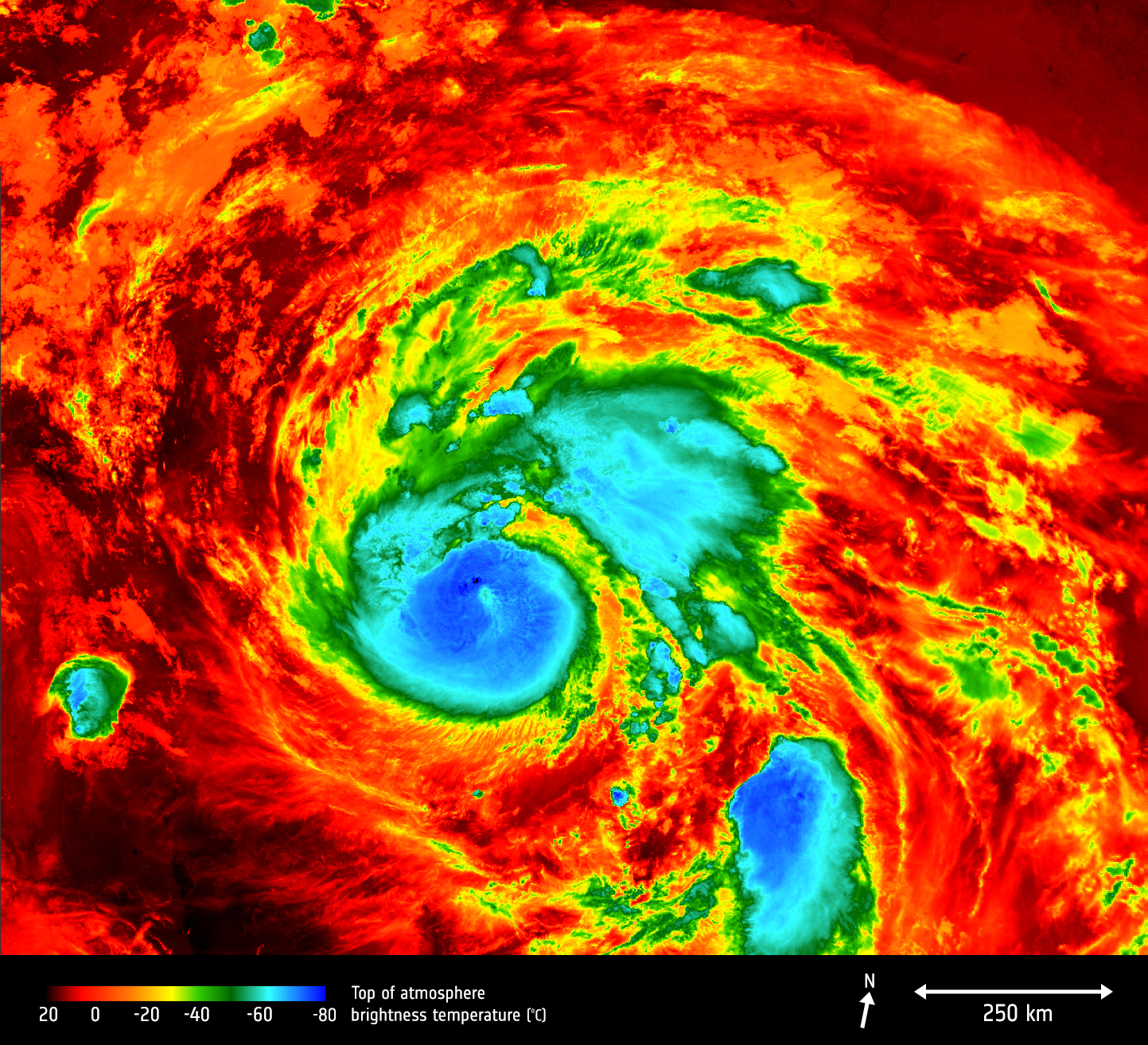
Radar del huracán Harvey
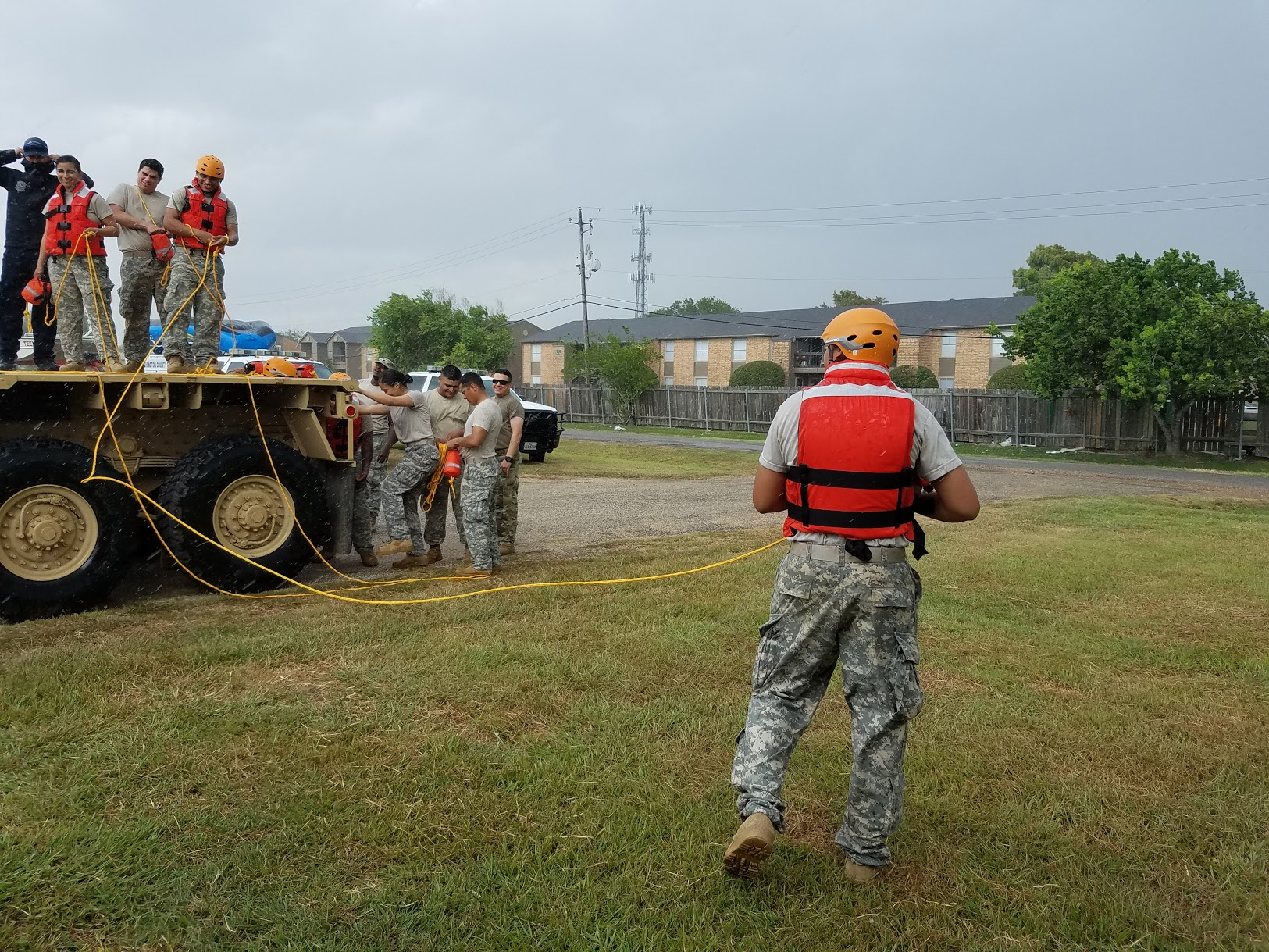
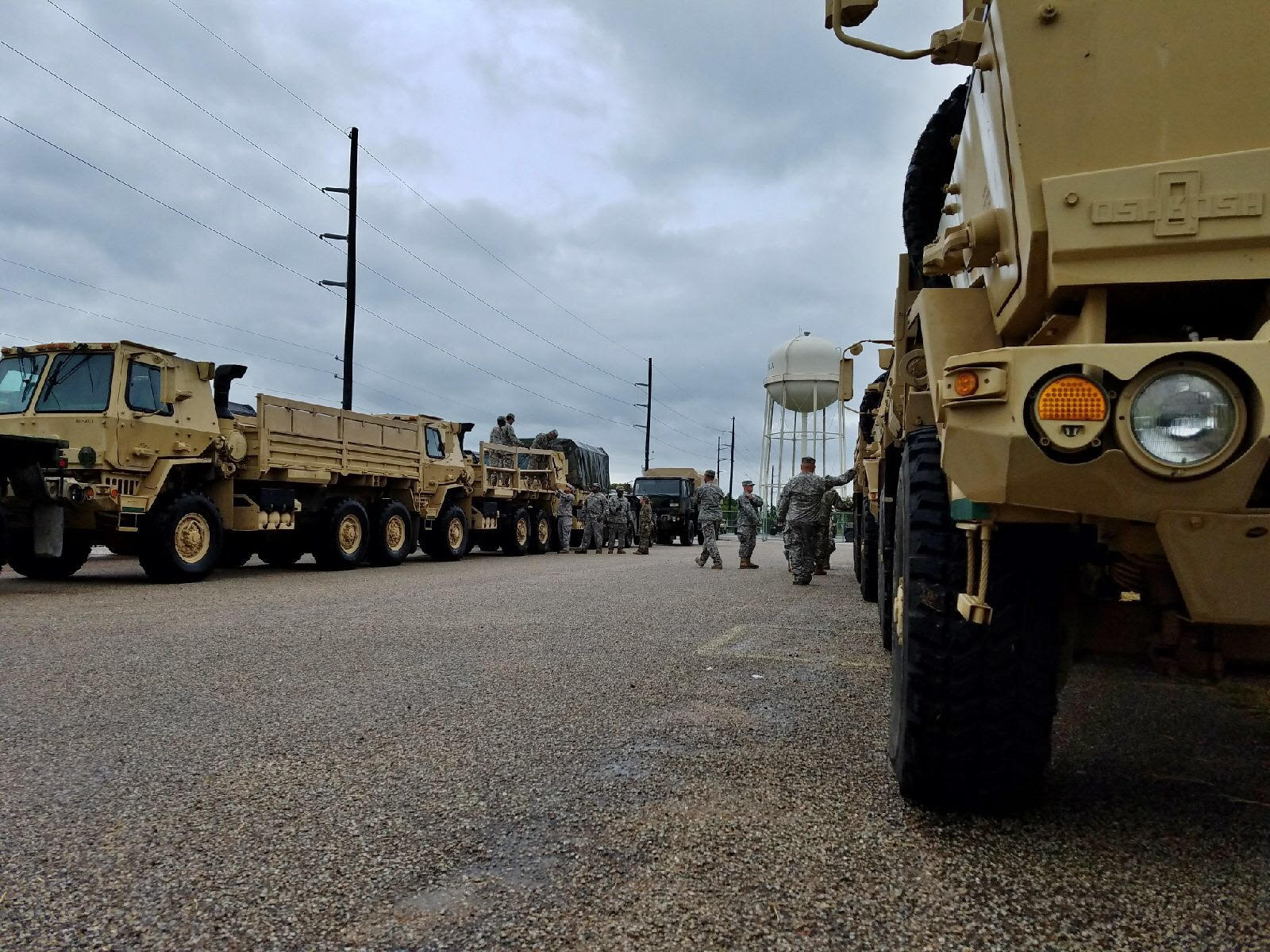
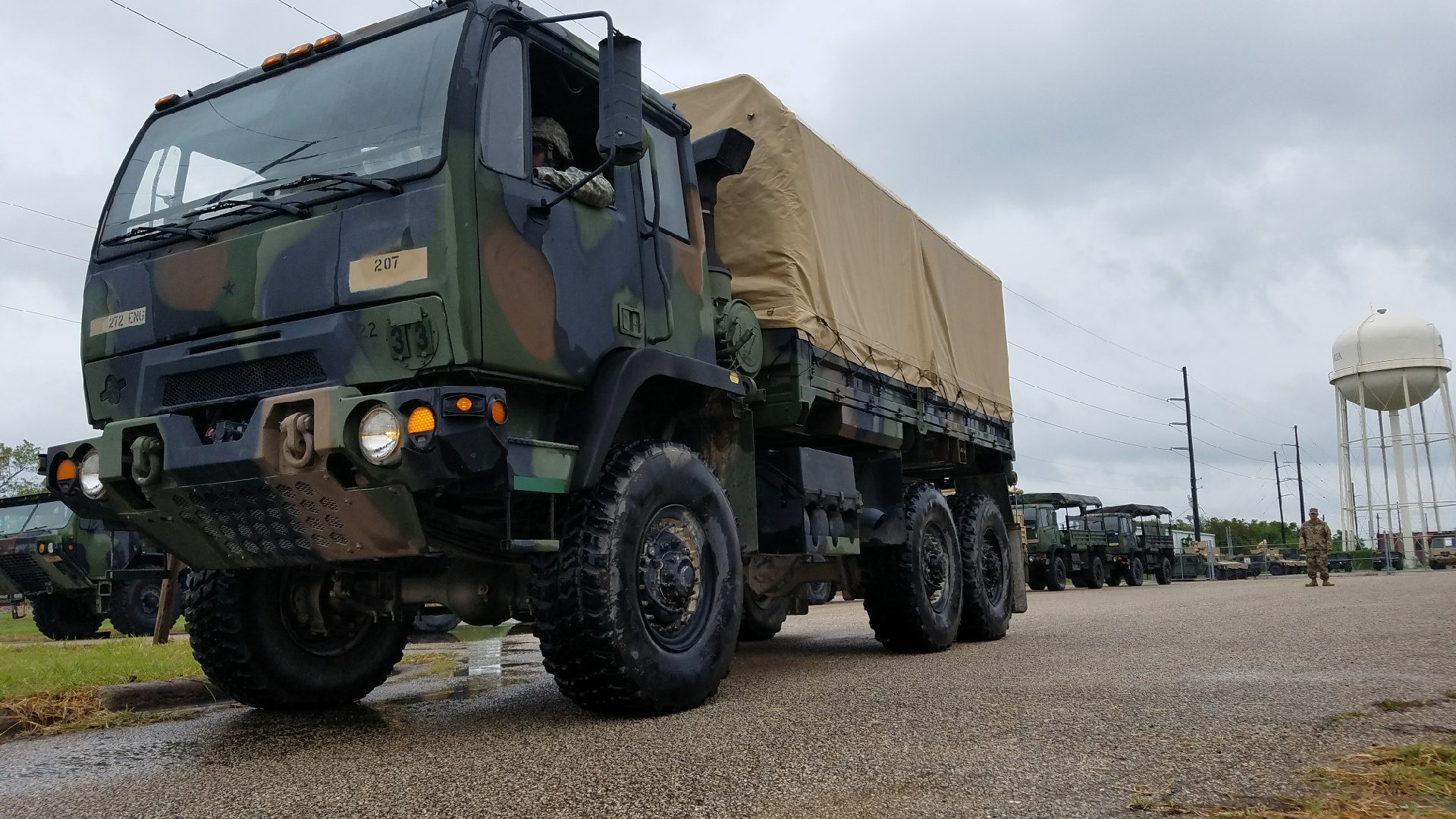